# Rancho Arriba
Rancho Arriba è un comune della Repubblica Dominicana di 11.565 abitanti, situato nella Provincia di San José de Ocoa.